# Francisco de Caldas Lins
Francisco de Caldas Lins, primeiro e único Barão de Araçaji e Visconde de Rio Formoso, (Pernambuco, 10 de novembro de 1828 — 28 de novembro de 1897) foi um fazendeiro e político brasileiro, senhor de engenhos na região do rio Una.
Filho do segundo casamento do Senhor do Engenho de Tracunhaém/PE e Capitão dos Guardas Nacionais Luís José Lins Caldas com Maria Leopoldina Caldas Lins. Casou-se com Teudelina Silveira (01.08.1834 - 06.10.1903), filha do visconde de Utinga. Era irmão por parte de pai de Thomaz José Lins Caldas, vereador do Recife e Senhor do Engenho Dois Irmãos em Recife juntamente com o Tenente Coronel Antônio Lins Caldas, frutos do primeiro casamento de Luís José Lins Caldas com Joaquina Antônia Paes Barreto, filha do Morgado do Cabo de Santo Agostinho.
Atuou como deputado geral por Pernambuco em duas legislaturas (1872 e 1886), tendo sido um dos nove deputados que votaram contra a proposta de lei de 8 de maio de 1888 que extinguiria com a escravidão no Brasil.

## Títulos nobiliárquicos
Barão do Araçaji
Título conferido por decreto imperial em 9 de novembro de 1867. Faz referência ao Rio Araçaji, então pertencente ao Pernambuco. Traduzido da língua tupi, significa "rio do araçá", através da junção de ara'sá (araçá) e  'y  (água, rio).
Visconde de Rio Formoso
Título conferido por decreto imperial em 23 de fevereiro de 1889.